# David Cayer
David Cayer (* 9. April 1983 in Montréal, Québec) ist ein kanadischer Eishockeyspieler, der seit 2010 bei Étoile Noire de Strasbourg in der französischen Ligue Magnus unter Vertrag steht.        

## Karriere
David Cayer begann seine Karriere als Eishockeyspieler in der Junioren-Mannschaft Collège Français de Longueuil, für die er von 2001 bis 2004 aktiv war. Anschließend besuchte der Flügelspieler vier Jahre lang die Clarkson University und spielte für deren Mannschaft in der National Collegiate Athletic Association. Zur Saison 2008/09 wechselte der Rechtsschütze zu Étoile Noire de Strasbourg in die französische Ligue Magnus, für das er in seiner ersten Spielzeit im professionellen Eishockey in insgesamt 32 Spielen 21 Tore erzielte und 25 Vorlagen gab. Die folgende Spielzeit verbrachte er bei Strasbourgs Ligarivalen HC Amiens Somme, ehe der Kanadier für die Saison 2009/10 erneut bei Étoile Noire de Strasbourg unterschrieb. 

## Ligue Magnus-Statistik
(Stand: Ende der Saison 2009/10)